# Ashlyn Kruegerová
Ashlyn Kruegerová (nepřechýleně Krueger, * 7. května 2004 Dallas, Texas) je americká profesionální tenistka. Ve své dosavadní kariéře na okruhu WTA Tour vyhrála jeden singlový a jeden deblový turnaj. V sérii WTA 125 vybojovala jednu singlovou trofej. V rámci okruhu ITF získala jeden titul ve dvouhře a dvě trofeje ve čtyřhře.
Na žebříčku WTA byla ve dvouhře nejvýše klasifikována v červenci 2025 na 29. místě a ve čtyřhře v srpnu 2024 na 62. místě. Trénuje ji Michael Joyce.

## Soukromý život
Podle Ženské tenisové asociace či French Open se narodila v texaském Dallasu. Jiné zdroje, včetně ATX Open, uvedly za místo narození Springfield v Missouri, kde žila přibližně do osmi let kdy se s rodiči přestěhovala do texaského Highland Village v okrese Denton. V rámci dallasko-forthwortského souměstí se stala členkou tenisového Brookhaven Country Clubu ve Farmers Branch, jednoho z vnitřních předměstí Dallasu. Matka Franchel Kruegerová hrála na počátku 90. let dvacátého století akademický tenis za Iowskou státní univerzitu.
Tréninkovou základnou Ashlyn Kruegerové se v juniorském věku stalo Národní tenisové centrum USTA v Orlandu, kde navázala spolupráci s Michaelem Joycem, bývalým koučem Šarapovové či Pegulaové.

## Tenisová kariéra
V juniorském tenise vyhrála major Eddie Herr International 2019 a dvakrát také Orangle Bowl; v roce 2019 mezi 16letými po závěrečném vítězství nad Clervie Ngounoueovou. V sezóně 2020 pak ovládla kategorii 18letých po finálové výhře nad Jiménezovou Kasintsevovou. Dva ročníky za sebou naposledy před ní vyhrála Bianca Andreescuová. Na zářijovém US Open 2021 triumfovala s Montgomeryovou v juniorské čtyřhře a po skončení figurovala na kariérním maximu, 18. místě juniorského kombinovaného žebříčku ITF.

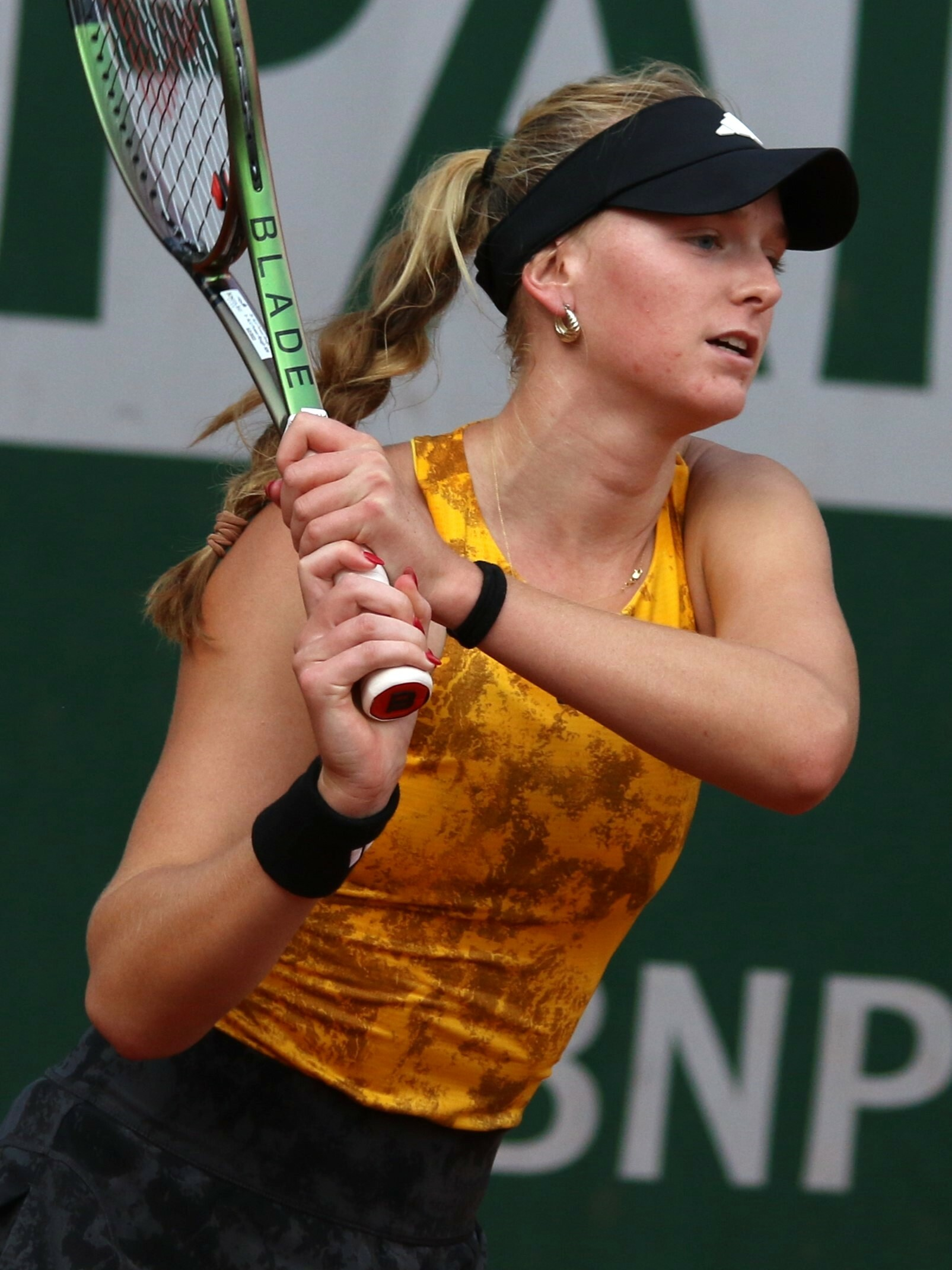
V kvalifikaci French Open 2023

V hlavní soutěži okruhu WTA Tour debutovala jako 17letá čtyřhrou Silicon Valley Classic 2021 v kalifornském San José, do níž s krajankou Robin Montgomeryovou obdržely divokou kartu. Na úvod přehrály Nizozemky Pattinamu Kerkhoveovou a van der Hoekovou, než je ve čtvrtfinále zastavily nejvýše nasazené Dabrowská se Stefaniovou.
Do grandslamu poprvé zasáhla na US Open 2021. Divoké karty do dvouhry i čtyřhry jí vynesl zisk singlového i deblového titulu na juniorském mistrovství USA 18letých. V prvním kole dvouhry však nenašla recept na slovenskou kvalifikantku Annu Karolínu Schmiedlovou. Odehrála tak premiérový singlový zápas na túře WTA. Ve čtyřhře s Montgomeryovou zdolaly turnajové třináctky Muhammadovou s Pegulaovou, ale poté nestačily na Fernandezovou a Routliffeovou. Na říjnovém BNP Paribas Open 2021 v Indian Wells, stále jako hráčka sedmé světové stovky, nezvládla vstup do soutěže proti Tereze Martincové. První zápasy dvouher na okruhu WTA vyhrála na travnatém Libéma Open 2023 v 's-Hertogenboschi, kde hladce porazila světovou sedmdesátku Rebeccu Petersonovou i devatenáctku Viktorii Azarenkovou. Ve čtvrtfinále ji však zastavila Viktória Hrunčáková.
První trofej na túře WTA vybojovala v 19 letech na zářijovém Japan Open Tennis Championships 2023 v Ósace, který se na okruh vrátil po tříleté absenci. Ačkoli v odehrané části nevyhrála ani jeden zápas na tvrdém povrchu, ósackou soutěží prošla bez ztráty setu. Ve finále podruhé v kariéře zdolala členku elitní světové padesátky, třicátou pátou hráčku pořadí a nejvýše nasazenou Ču Lin. Po skončení tak debutovala v první světové stovce žebříčku, když se posunula ze 123. na 73. místo. V probíhající sezóně prolomila hranici Top 100 jako sedmá Američanka a v první stovce prožila premiéru jako   první americká teenagerka od 15leté Gauffové v říjnu 2019.

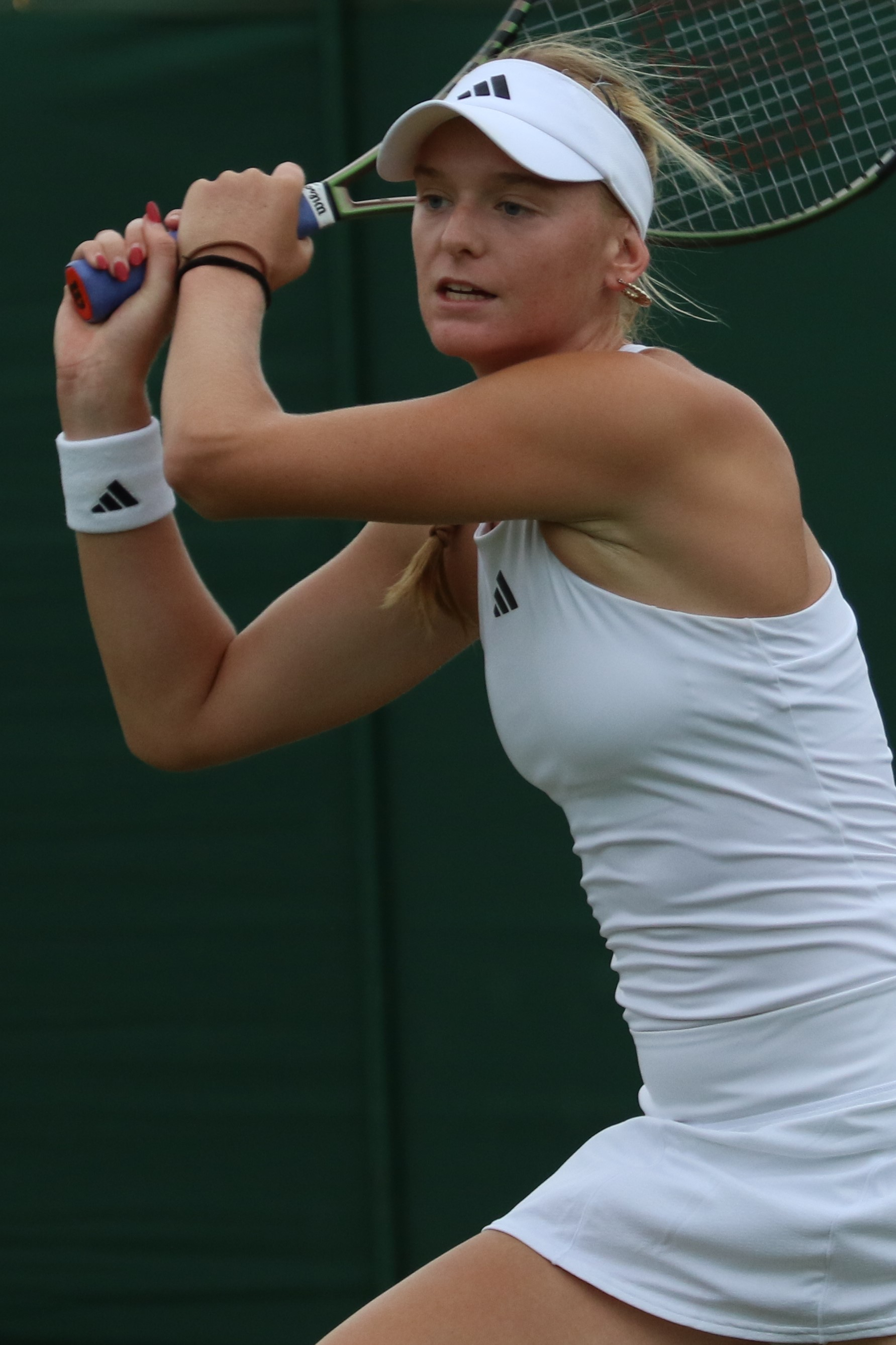
Bekhend v kvalifikaci Wimbledonu 2023

První deblovou trofej v rámci túry WTA si odvezla z dubnového Credit One Charleston Open 2024, hraného na zelené antuce v jihokarolínském Charlestonu. Se Sloane Stephensovou nastoupily do soutěže na divokou kartu. Ve finále přehrály ukrajinská dvojčata Ljudmylu a Nadiju Kičenokovy až ziskem rozhodujícího supertiebreaku. Společně odehrály čtvrtý turnaj, jímž vylepšily čtvrtfinálová maxima z Brisbane International 2024 a Miami Open 2024.. Druhé singlové finále na tůře WTA, a první v úrovni WTA 500, si zahrála na únorovém Mubadala Abu Dhabi Open 2025 v Abú Zabí. Ve druhém kole vyřadila světovou jedenáctku Darju Kasatkinovou, poté členku třetí desítky žebříčku Leylah Fernandezovou a v semifinále Lindu Noskovou. V souboji o titul nestačila na Belindu Bencicovou z poloviny druhé světové stovky, jež pokračovala v návratu na okruh po mateřské dovolené. Přestože proti Švýcarce získala úvodní sadu, v dalších dvou uhrála jen dva gamy. Po skončení debutovala v první čtyřicítce žebříčku, kterou uzavírala.

## Finále na okruhu WTA Tour
| Legenda                  |
| ------------------------ |
| D – dvouhra; Č – čtyřhra |
| Grand Slam (0)           |
| Turnaj mistryň (0)       |
| WTA 1000 (0)             |
| WTA 500 (0–1 D, 1–0 Č)   |
| WTA 250 (1–0 D)          |

### Dvouhra: 2 (1–1)
| Stav       | č. | datum     | turnaj                            | kategorie | povrch    | soupeřka ve finále | výsledek      |
| ---------- | -- | --------- | --------------------------------- | --------- | --------- | ------------------ | ------------- |
| Vítězka    | 1. | září 2023 | Ósaka, Japonsko                   | WTA 250   | tvrdý     | Ču Lin             | 6–3, 7–6(8–6) |
| Finalistka | 1. | únor 2025 | Abú Zabí, Spojené arabské emiráty | WTA 500   | tvrdá (h) | Belinda Bencicová  | 6–4, 1–6, 1–6 |

### Čtyřhra: 1 (1–0)
| Stav    | č. | datum      | turnaj                    | kategorie | povrch     | spoluhráčka        | soupeřky ve finále                    | výsledek         |
| ------- | -- | ---------- | ------------------------- | --------- | ---------- | ------------------ | ------------------------------------- | ---------------- |
| Vítězka | 1. | duben 2024 | Charleston, Spojené státy | WTA 500   | antuka (z) | Sloane Stephensová | Ljudmyla Kičenoková Nadija Kičenoková | 1–6, 6–3, [10–7] |

## Finále série WTA 125
| Legenda                  |
| ------------------------ |
| D – dvouhra; Č – čtyřhra |
| WTA 125 (1–0 D; 0–1 Č)   |

### Dvouhra: 1 (1–0)
| Stav    | č. | datum       | turnaj        | povrch | soupeřka ve finále | výsledek      |
| ------- | -- | ----------- | ------------- | ------ | ------------------ | ------------- |
| Vítězka | 1. | červen 2023 | Gaiba, Itálie | tráva  | Tatjana Mariová    | 3–6, 6–4, 7–5 |

### Čtyřhra: 1 (0–1)
| Stav       | č. | datum      | turnaj          | povrch | spoluhráčka          | soupeřy ve finále                    | výsledek |
| ---------- | -- | ---------- | --------------- | ------ | -------------------- | ------------------------------------ | -------- |
| Finalistka | 1. | říjen 2022 | Tampico, Mexiko | tvrdý  | Elizabeth Mandliková | Tereza Mihalíková Aldila Sutjiadiová | 5–7, 2–6 |

## Tituly na okruhu ITF
| Legenda         | Legenda         |
| --------------- | --------------- |
| Turnaje W100    | Turnaje W80     |
| Turnaje W75/W60 | Turnaje W50     |
| Turnaje W35/W25 | Turnaje W15/W10 |

### Dvouhra (1 titul)
| Č. | datum         | turnaj                    | kategorie | povrch | poražená finalistka | výsledek |
| -- | ------------- | ------------------------- | --------- | ------ | ------------------- | -------- |
| 1. | červenec 2022 | Evansville, Spojené státy | W60       | tvrdý  | Sachia Vickeryová   | 6–3, 7–5 |

### Čtyřhra (2 tituly)
| Č. | datum       | turnaj                 | kategorie | povrch | spoluhráčka         | poražené finalistky               | výsledek |
| -- | ----------- | ---------------------- | --------- | ------ | ------------------- | --------------------------------- | -------- |
| 1. | březen 2022 | Arcadia, Spojené státy | W60       | tvrdý  | Robin Montgomeryová | Giuliana Olmosová Harriet Dartová | bez boje |
| 2. | únor 2023   | Orlando, Spojené státy | W60       | tvrdý  | Robin Montgomeryová | Arianne Hartonová Eva Vedderová   | 7–5, 6–1 |

## Finále na juniorském Grand Slamu

### Čtyřhra juniorek: 1 (1–0)
| Stav    | rok  | turnaj  | povrch | spoluhráčka         | soupeřky ve finále                   | výsledek         |
| ------- | ---- | ------- | ------ | ------------------- | ------------------------------------ | ---------------- |
| Vítězka | 2021 | US Open | tvrdý  | Robin Montgomeryová | Reese Brantmeierová Elvina Kalievová | 5–7, 6–3, [10–4] |